# Liste der Baudenkmale in Steyerberg
In der Liste der Baudenkmale in Steyerberg sind alle Baudenkmale der niedersächsischen Gemeinde Steyerberg aufgelistet. Die Quelle der Baudenkmale ist der Denkmalatlas Niedersachsen. Der Stand der Liste ist der 12. April 2021.

## Allgemein
In den Spalten befinden sich folgende Informationen:
- Lage: die Adresse des Baudenkmales und die geographischen Koordinaten. Kartenansicht, um Koordinaten zu setzen. In der Kartenansicht sind Baudenkmale ohne Koordinaten mit einem roten Marker dargestellt und können in der Karte gesetzt werden. Baudenkmale ohne Bild sind mit einem blauen Marker gekennzeichnet, Baudenkmale mit Bild mit einem grünen Marker.
- Bezeichnung: Bezeichnung des Baudenkmales
- Beschreibung: die Beschreibung des Baudenkmales. Unter § 3 Abs. 2 NDSchG werden Einzeldenkmale und unter § 3 Abs. 3 NDSchG Gruppen baulicher Anlagen und deren Bestandteile ausgewiesen.
- ID: die Objekt-ID des Baudenkmales
- Bild: ein Bild des Baudenkmales, ggf. zusätzlich mit einem Link zu weiteren Fotos des Baudenkmals im Medienarchiv Wikimedia Commons. Wenn man auf das Kamerasymbol klickt, können Fotos zu Baudenkmalen aus dieser Liste hochgeladen werden:

## Steyerberg

### Gruppe baulicher Anlagen

#### Gruppe: Mühlenanlage Steyerberg
Die Gruppe „Mühlenanlage Steyerberg“, sog. Meyersieksche Mühle, hat die ID 31046687.

| Lage                                      | Bezeichnung | Beschreibung | ID       | Bild           |
| ----------------------------------------- | ----------- | --- | -------- | -------------- |
| Lange Straße 20 52° 34′ 8″ N, 9° 1′ 20″ O | Wassermühle | Zweigeschossiger verputzter Massivbau mit Ziegelgliederung durch Lisenen und Gesimse. Vor dem Eingang 2-stöckige offene Fachwerkkonstruktion in risalitartiger Form. Anbau am Sägewerk. | 31054592 | Weitere Bilder |
| Lange Straße 20 52° 34′ 8″ N, 9° 1′ 21″ O | Wassermühle | zweieinhalbgeschossiger Ziegelbau mit symmetrischer fünfachsiger Fassade, mittiger über Vortreppe erschlossener Eingang, Satteldach in Falzziegeldeckung. Zur Ostseite findet sich die „Mühlenfassade“ mit je einer mittigen Tür pro Etage. Darüber ist die Aufzugsanlage mit Kettenantrieb montiert. Zur Nordseite ist ein Speichergebäude angebaut. Auf der Westseite befindet sich die Wehranlage mit hölzernen Schütztafeln und Zahnstangenantrieb. | 31054570 | Weitere Bilder |

### Einzelbaudenkmale
| Lage                                                    | Bezeichnung           | Beschreibung | ID       | Bild           |
| ------------------------------------------------------- | --------------------- | --- | -------- | -------------- |
| Lange Straße (L349, km 8,365) 52° 34′ 7″ N, 9° 1′ 20″ O | Brücke                | 1726 erbaute, dreibogige steinerne Straßenbrücke über die Große Aue mit gemauerter Brüstung, Wappenstein „GR“ und Straßenpflasterung. | 31054636 |                |
| Lange Straße (L349, km 8,290) 52° 34′ 6″ N, 9° 1′ 23″ O | Brücke                | Stahlbetongewölbebrücke über die Aue-Umflut. Die Widerlager, Flügel, Pfeiler und Betonfundamente liegen auf einer Pfahlgründung. In Teilen sind die Reste des Ursprungsbaus von 1871 erhalten und in den Bau von 1914 integriert.                                      | 31054550 |                |
| Bahnhofstraße 11 52° 33′ 59″ N, 9° 1′ 37″ O             | Wohnhaus              | Auf 1911 datierter eingeschossiger Massivbau auf hohem Hausteinsockel. |          |                |
| Lange Straße 21 52° 34′ 5″ N, 9° 1′ 17″ O               | Amtshof               | Mitte des 16. Jahrhunderts mit Ziegelfachwerk auf hohem Sockel auf einer Warft als eingeschossiger, teilweise zweigeschossiger Bau errichtet. Seitdem haben sich zahlreiche Veränderungen ergeben. Erhalten sind die umgebenden Wasserläufe und Reste der Einfriedung. | 31054614 |                |
| Rießen 52° 34′ 12″ N, 9° 2′ 11″ O                       | Kirche                | Im 16. Jahrhundert in einer auffälligen Einzellage vor dem Ort Richtung Liebenau als verputzter Massivbau mit einem hölzernen Turm errichtete St.-Katharinen-Kirche. Mit mehreren Anbauten und Überformungen stark verändert.                                          | 31054660 | Weitere Bilder |
| Rießen 2 52° 34′ 7″ N, 9° 2′ 8″ O                       | ehemaliges Küsterhaus | | 31054660 |                |

## Deblinghausen

### Gruppe: Kriegsgräberfriedhof Deblinghausen
Die Gruppe „Kriegsgräberfriedhof Deblinghausen“ hat die ID  31036858.

| Lage                                 | Bezeichnung | Beschreibung | ID       | Bild |
| ------------------------------------ | ----------- | --- | -------- | ---- |
| Hesterberg 52° 36′ 35″ N, 9° 0′ 5″ O | Friedhof    | 1950 errichteter Zwangsarbeiterfriedhof der ehemaligen Munitionswerke des Zweiten Weltkrieges. Die überwiegende Mehrzahl der begrabenen 2000 Toten waren russische Zwangsarbeiter. | 31055022 |      |

## Sehnsen

### Einzelbaudenkmale
| Lage                                | Bezeichnung              | Beschreibung | ID       | Bild |
| ----------------------------------- | ------------------------ | --- | -------- | ---- |
| Sehnsen 7 52° 32′ 3″ N, 9° 1′ 43″ O | Wohn-/Wirtschaftsgebäude | 1855 erbautes, sehr langes Hallenhaus als Zweiständerbau in ortsbildprägender Randlage. Das Fachwerkgefüge ist außen fast ungestört erhalten. | 31055057 |      |

## Voigtei

### Einzelbaudenkmale
| Lage                                   | Bezeichnung         | Beschreibung | ID       | Bild |
| -------------------------------------- | ------------------- | --- | -------- | ---- |
| Voigtei 4 52° 36′ 30″ N, 8° 55′ 59″ O  | Speicher            | Anfang des 18. Jahrhunderts errichteter eingeschossiger Ziegelbau, dessen Giebel mehrfach hervorkragt.                                                                             | 31054739 |      |
| Voigtei 44 52° 36′ 17″ N, 8° 55′ 30″ O | Schafstall          | Anfang des 19. Jahrhunderts errichteter Fachwerkbau in Wandständerbauweise mit einer mittigen Längsdurchfahrt.                                                                     | 31054699 |      |
| Voigtei 100 52° 36′ 1″ N, 8° 54′ 52″ O | ehemaliger Speicher | Zwischen dem 17. und 18. Jahrhundert errichteter einstöckiger Fachwerkbau, wobei ein neuer erhöhter Natursteinsockel gelegt wurde, als das Gebäude zur Wohnnutzung umgebaut wurde. | 31054719 |      |

## Wellie

### Gruppe baulicher Anlagen

#### Gruppe: Scheunenviertel Wellie
Die Gruppe „Scheunenviertel Wellie“ hat die ID 31036701.

| Lage                              | Bezeichnung | Beschreibung                                                                                 | ID       | Bild |
| --------------------------------- | ----------- | -------------------------------------------------------------------------------------------- | -------- | ---- |
| Wellie 52° 34′ 22″ N, 9° 4′ 20″ O | Scheune     |                                                                                              | 31054826 |      |
| Wellie 52° 34′ 21″ N, 9° 4′ 20″ O | Scheune     | Scheune Müller                                                                               | 31054842 |      |
| Wellie 52° 34′ 20″ N, 9° 4′ 19″ O | Scheune     |                                                                                              | 31054861 |      |
| Wellie 52° 34′ 19″ N, 9° 4′ 20″ O | Scheune     |                                                                                              | 31054877 |      |
| Wellie 52° 34′ 18″ N, 9° 4′ 19″ O | Scheune     | vermutlich bereits beseitigt, befindet sich nicht mehr im Scheunenviertel, Stand: 20.04.2021 | 31054893 |      |
| Wellie 52° 34′ 16″ N, 9° 4′ 20″ O | Scheune     |                                                                                              | 31054909 |      |
| Wellie 52° 34′ 16″ N, 9° 4′ 19″ O | Scheune     |                                                                                              | 31054925 |      |
| Wellie 52° 34′ 17″ N, 9° 4′ 13″ O | Scheune     | vermutlich bereits beseitigt, befindet sich nicht mehr im Scheunenviertel, Stand: 20.04.2021 | 31054941 |      |
| Wellie 52° 34′ 19″ N, 9° 4′ 14″ O | Scheune     |                                                                                              | 31054957 |      |
| Wellie 52° 34′ 19″ N, 9° 4′ 13″ O | Scheune     |                                                                                              | 31054973 |      |

### Einzelbaudenkmale
| Lage                                 | Bezeichnung | Beschreibung | ID       | Bild           |
| ------------------------------------ | ----------- | ------------ | -------- | -------------- |
| Wellie 1 52° 34′ 33″ N, 9° 4′ 43″ O  | Speicher    | Fachwerkbau  | 31054989 |                |
| Wellie 39 52° 34′ 36″ N, 9° 4′ 44″ O | Kapelle     | Fachwerkbau  | 31055006 | Weitere Bilder |